# Колтан
Колтан — твердий розчин колумбіту-танталіту, танталова руда, з якої видобуваються елементи ніобій (раніше «колумбіт») та тантал.
Тантал з колтану використовують у виробництві електронних конденсаторів, які використовуються у таких споживчих товарах, як мобільні телефони, DVD-плеєри та комп'ютери.

## Виробництво та постачання
Приблизно 71 % світового постачання у 2008 році було отримано з руди, 20 % з переробки, а залишок з олов'яного шлаку.
Мінерали танталу видобуваються в Демократичній Республіці Конго, Австралії, Бразилії, Канаді, Китаї, Ефіопії, Руанді та Мозамбіку. Тантал також отримують у Таїланді та Малайзії як побічний продукт видобування та плавки олова.
Потенційні майбутні рудники, у спадному ряді, знайдені в Саудівській Аравії, Єгипті, Гренландії, Китаї, Мозамбіку, Канаді, Австралії, США, Фінляндії, Афганістані та Бразилії. Значний запас колтану був знайдений у 2009 році в західній Венесуелі. У 2009 році уряд Колумбії повідомив, що запаси колтану знайдені у східних провінціях Колумбії.

## Використання та потреби
Колтан переважно використовується у виготовленні танталових конденсаторів, які є частиною багатьох електронних пристроїв.
Він також використовується в тугоплавких сплавах для повітряних та стаціонарних турбін. Збільшення кількості електронних продуктів за останнє десятиліття призвело до стрімкого злету цін на цей мінерал у кінці 2000 років. У 2005 році ціни на мінерал були на рівні 2000 року.
Геологічна служба США підрахувала, що об'єми видобування танталу зможуть задовольняти світовий попит, який щорічно зростає на 4 відсотка, до 2013 року.

## У Демократичній Республіці Конго
Окупація Руандою сходу Демократичної Республіки Конго (ДРК) була основною причиною, яка завадила ДРК розробляти запаси колтану на свою користь. Видобуток мінералу проводиться майже виключно кустарним методом та в малих об'ємах. У доповіді Ради Безпеки ООН за 2003 рік було вказано, що значна частина руди видобувається нелегально та контрабандою перевозиться через східні кордони країни бойовиками із сусідніх Уганди, Бурунді та Руанди.
Контрабанда колтану також є основним джерелом доходів, які використовуються для військової окупації Конго. У вебсайті Toward Freedom зазначено, що пошуки колтану зумовили військовий конфлікт в ДРК; там також сказано, що попит на колтан призвів до того, що руандійські військові угруповання та західні рудні компанії видобувають рідкісний метал на суму сотень мільйонів доларів, часто примушуючи військовополонених та навіть дітей працювати в колтанових рудниках країни.
Це викликало багато етичних питань. Проблема, пов'язана з неможливістю розрізнити легальний видобуток колтану від нелегального, призвела до того, що деякі виробники електроніки вирішили взагалі відмовитись від колтану з центральної Африки, купляючи його з інших джерел.